# 田舎の別邸ソーストデイクに到着するコルネリス・デ・フラーフとその家族
『田舎の別邸ソーストデイクに到着するコルネリス・デ・フラーフとその家族』（いなかのべっていソーストデイクにとうちゃくするコルネリス・デ・フラーフとそのかぞく、蘭: Aankomst op Soestdijk van Cornelis de Graeff met zijn echtgenote en zonen, 英: The Arrival of Cornelis de Graeff and Members of His Family at Soestdijk, His Country Estate）は、17世紀オランダ絵画黄金時代の画家ヤーコプ・ファン・ロイスダールとトマス・デ・ケイセルが1660年ごろ、キャンバス上に油彩で描いた絵画である。画面下部右側に「vR」というモノグラムの署名が記されている。作品は1887年以来、ダブリンにあるアイルランド国立美術館に所蔵されている。

## 作品
この絵画は、富裕なアムステルダム市長コルネリス・デ・フラーフと彼の2番目の妻カタリナ・ホーフト、息子のピーテル・デ・フラーフ、ヤーコプ・デ・フラーフがユトレヒト近郊のソーストデイク宮殿に到着する場面を描いている。左側の3人の男性は、市長の義理の兄弟たちのウィレム・スフレイフェルとピーテル・トリップ (Pieter Trip) 、そして市長の弟のアンドリース・デ・フラーフ である。
美術史家シーモア・スライヴは、自身の2001年のロイスダール作品総目録で本作の背景をヤーコプ・ファン・ロイスダールに帰属している。一方、ホフステーデ・デ・フロートは、自身の1911年の総目録に本作を含めていない。馬車、人物、動物たちはトマス・デ・ケイセルの手になる。なお、オランダ美術史研究所では、この作品をヤーコプ・ファン・ロイスダールとトマス・デ・ケイセルに帰属される作品であるとしている。
この絵画はデ・フラーフ本人により委嘱されたもので、ヤーコプ・ファン・ロイスダールが委嘱を受けた唯一の作品である。